# Zagon na Korosteń
Zagon na Korosteń – część wielkiej bitwy wołyńsko-podolskiej; walki Korpusu Jazdy płk. Juliusza Rómmla stoczona w dniach 8–12 października 1920 roku w rejonie Korostenia na wschodnim Wołyniu.

## Sytuacja operacyjna
Po zwycięskich walkach stoczonych w Galicji Wschodniej i na Wołyniu 10 września Naczelne Dowództwo Wojska Polskiego podjęło decyzję o zatrzymaniu pościgu za odstępującym nieprzyjacielem na linii: Olewsk – Równe – Zbrucz i utworzeniu po raz drugi dwu dywizyjnego zgrupowania kawalerii zwanego Korpusem Jazdy na zachodnim brzegu Bugu. W skład Korpusu weszła 1 Dywizja Jazdy płk Juliusza Rómmla z rtm. Aleksandrem Pragłowskim jako szefem sztabu. Należała do niej 6 Brygada Jazdy, nazywana niekiedy „Żelazną”, dowodzona przez płk. Konstantego Plisowskiego, zagończyka, składająca się z 1 pułku Ułanów Krechowieckich, 12 Podolskich i 14 Jazłowieckich, 1 i 2 bateria 3 dak. Drugą brygadę Dywizji stanowiła 7 Brygada Jazdy płk. Henryka Brzezowskiego, w jej skład wchodziły 2 pułk Szwoleżerów Rokitniańskich, 8 pułk ułanów Księcia Józefa Poniatowskiego i 9 Ułanów Małopolskich (oficjalnie nosił tę nazwę dopiero od 1925 roku), 2 bateria 6 dak.
Broń maszynowa ciężka na szczeblu pułków to co najwyżej 12 cekaemów w każdym pułku. Ponadto do 1 Dywizji Jazdy należał batalion szturmowy kpt. Stanisława Maczka przewożony na podwodach. 2 Dywizję Jazdy przewieziono z północnego teatru działań. Dowodził nią płk Gustaw Orlicz-Dreszer, szefem sztabu był rtm. Jan Karcz. Były w Dywizji dwie brygady: 8 Brygada Jazdy pod dowództwem podpułkownika Stanisława Grzmota-Skotnickiego; 202 pułk Ułanów Grochowskich, 108 pułk ułanów (późniejszy im. Króla Jana III Sobieskiego), 115 pułk ułanów (późniejszy 25 pułk Ułanów Wielkopolskich), 8 dak i 9 Brygada Jazdy mjr. Jana Głogowskiego: 1 pułk szwoleżerów Józefa Piłsudskiego, 201 pułk szwoleżerów (późniejszy 3 pułk Szwoleżerów Mazowieckich im. płk Jana Kozietulskiego) i 203 ułanów (późniejszy 27 pułk ułanów – im. Króla Stefana Batorego), 1 bateria 4 dak. Dywizja posiadała niewielką liczbę artylerii konnej. Gen. Stanisław Haller na dowódcę nowego związku operacyjnego wysunął kandydaturę płk. Juliusza Rómmla, oficera o ogromnym doświadczeniu, który też ostatecznie został dowódcą Korpusu. Nie wyznaczono jednak nowego dowódcy 1 Dywizji, tak więc płk Rómmel wraz z rtm Pragłowskim pełnili po dwie funkcje.
Szlak bojowy Korpusu Jazdy prowadził znad Bugu przez Ołykę, Klewań, Równe, Ostróg aż nad Słucz w rejonie Zwiahla, gdzie w kwietniu 1920 roku kampania rozpoczęła się zagonem na Koziatyn, prowadzonym przez pięć z dwunastu pułków Korpusu Jazdy (szóstym idącym pod Koziatyn był 16 pułk Ułanów Wielkopolskich). Szlak bojowy Korpusu Jazdy wytyczały miejsca zwycięskich bitew i potyczek. Od 25 września na froncie nie było już 1 Konnej Armii Siemiona Budionnego – pobita pod Komarowem odeszła na wschód, zostawiając przeciw Korpusowi Jazdy inne jednostki czerwonej kawalerii (m.in. brygadę baszkirską) i piechotę; na ogół słabe dywizje, pozbawione woli walki. Przed frontem Korpusu stały zdemoralizowane dywizje bolszewickie 12 Armii: 58 DS. w rej. Olewska, 7 DS. na wschód od Słuczy, 44 DS. na północ od szosy żytomierskiej do Berdyczowa. Na styku 12 i 14 A stała Baszkirska Brygada Kawalerii, najbardziej sprawny bojowo związek. Nad Słuczą stanęły pułki Korpusu 1 października. Zaraz też jego pułki dokonały wypadu na wschodni brzeg rzeki, rozbijając oddziały 44 Dywizji Strzelców. Należało przejąć inicjatywę. W tej sytuacji dowódca Korpusu opracował wraz ze swym szefem sztabu dwa projekty działań, które przedłożył dowodzącemu 6 Armią gen. St. Hallerowi: zajęcie Kijowa lub zdobycie Korostenia, ważnego węzła kolejowego na północny zachód od Kijowa, którego zniszczenie sparaliżowałoby całkowicie komunikację nieprzyjaciela na tym froncie.

## Działania bojowe

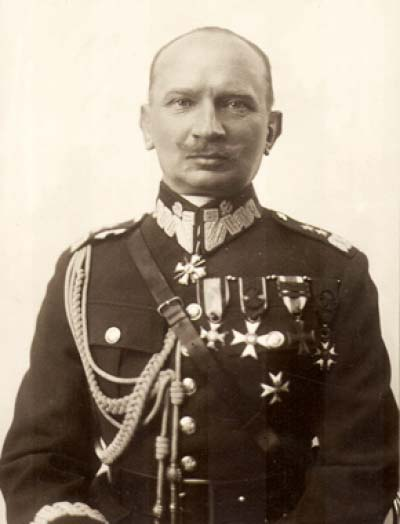
Gen. Juliusz Rómmel

Inicjatywę w sprawie zagonu na Korosteń zgłosił szef Sztabu Generalnego WP gen. Tadeusz Rozwadowski. Po uzyskaniu zgody Naczelnego Dowództwa na zdobycie Korostenia i po okresie koniecznych przygotowań, rozpoczęto zagon. Groziło temu przedsięwzięciu ogromne niebezpieczeństwo na samym już początku, które mogło udaremnić zamiar, a Korpusowi Jazdy zadać klęskę. Z meldunków lotniczych było wiadomo, że na przedpolu, za Słuczą w stronę Korostenia operują cztery nieprzyjacielskie pociągi pancerne.

Zostały więc wydane rozkazy wysadzenia mostów na trasie kursowania tych pociągów. Jak wspominał rtm. Pragłowski: 

Morale Korpusu było tak wysokie że nie znaliśmy słowa „niemożliwe”. Nie było wątpliwości, że każde zadanie zostanie wykonane. Tej bezwzględnej karności i uczciwości w spełnianiu obowiązków zawdzięcza Korpus powodzenie. Na nic byłyby najlepsze plany, gdyby patrole nie wysadziły mostków przed nosem żelaznych maszyn mogących je zasypać huraganem ognia.

 Patrole unieruchomiły trzy pociągi pancerne, dzięki czemu Korpus Jazdy mógł ruszać na Korosteń. 1 pułk ułanów nacierał w straży przedniej. Początkowo nieprzyjaciel praktycznie nie stawiał oporu i tylko 7 Brygada przed wymarszem została zaatakowana. Atak szybko jednak odparto i na wieczór osiągnięto wyznaczone cele.

W drugim dniu marszu Korpus posuwał się prosto na wschód. 2 pułk szwoleżerów maszerował w straży przedniej 7 Brygady. W czasie marszu wzięto do niewoli grupę bolszewików na podwodach. Spomiędzy jeńców wystąpił oficer, który oświadczył, że jest byłym oficerem Armii carskiej. Odesłano go do sztabu Korpusu jako cennego informatora. Po południu, stoczywszy po drodze wiele potyczek, wziąwszy dużą liczbę jeńców i zdobywszy cenne zapasy na sowieckich taborach, pułki jazdy osiągnęły rejon wyznaczony na nocleg wokół wsi Puchaczewka, kilkanaście kilometrów od Korostenia. Kawalerzyści nie mogli jednak udać się na spoczynek. Od przedniej straży przywieziono meldunek znaleziony przy jeńcu bolszewickim: 

Polska masa kawalerii w pochodzie na Korosteń. Posyłamy brygadę rezerwową dla wzmocnienia obrony.

 Oznaczało to, że polska kawaleria musiała zdążyć do Korostenia na czas, zanim wróg wzmocni swoje siły całą brygadą. Jak pisał Kornel Krzeczunowicz, dowódca 8 pułku ułanów: 

Płk Rómmel chciał o świcie zaskoczyć staję i zdobyć ją. Marsz zasypiających kolumn po bezdrożach leśnych staje się koszmarem. Straż przednia przegania jakiś oddział nieprzyjacielski.

Natarcie rozpoczęto nad ranem, około godziny trzeciej. Najdalej na wschód wysuniętym oddziałem 6 Brygady był czwarty szwadron 14 pułku ułanów, dowodzony przez por. Czesława Jakubowskiego. Płk Rómmel pisał w swoim dzienniku: 

Wtem na przedzie zaczyna się straszna strzelanina. To szwadron por. Jakubowskiego podpełzł pod same placówki nieprzyjaciela i zdobył na bagnety ich wysunięte stanowiska. W tej nocnej walce padł przeszyty kilkoma kulami por. Jakubowski.

 Główny ciężar walki przez całą noc spoczywał na pułkach 6 Brygady. 2 Dywizja podeszła pod miasto od wschodu dopiero nad ranem, ale spełniła swoje zadanie. Uczestnik walki, Franciszek Skibiński tak opisał to w swoich wspomnieniach: 

Zbliżał się świt - gdy usłyszeliśmy odgłosy ognia, świadczące niewątpliwie, że 2 Dywizja obeszła Korosteń i atakuje ze skrzydła. Jednocześnie obudziła się nasza artyleria. Wzdłuż łańcuchów tyralierskich pobiegły komendy, cały 14 Pułk Ułanów wstał i poszedł na bagnety w kierunku miasta, a towarzyszyło nam grzechotanie karabinów maszynowych i wycie pocisków naszej artylerii. Do nas natomiast strzelano jakoś oszczędnie, do tego stopnia, że nie atakowaliśmy skokami, tylko jednolitym szturmem i tak wpadliśmy pomiędzy zabudowania Korostenia.

W bitwie wziął udział jeden z bolszewickich pociągów pancernych, który w krytycznym momencie usiłował uciec w kierunku Kijowa. Jednak ogień polskiej artylerii zniszczył tory, powodując wykolejenie się lokomotywy. Za słowami płk. Rómmla: 

Przed świtem 7 Brygada zbliżyła się do zachodniej stacji Korostenia rozpoczęła bój z załogą i pociągiem pancernym, który został zwalczony przez pierwszą baterię l daku. Bateria ta, por. Kopańskiego, [...] odznaczyła się ponad wszelką pochwałę, działając stale poszczególnymi działonami w pierwszych rzutach kawalerii.

Rtm. Pragłowski tak opisał końcowy etap bitwy: 

Zdobycie Korostenia było już tylko kwestią kilku godzin. Do południa było po wszystkim. Oddziały odskoczyły z powrotem, aby trochę odpocząć i przygotować, się do drogi powrotnej. Trupy bardzo obfite. Parę tysięcy jeńców, kilkadziesiąt armat, niezliczona ilość amunicja oraz wszelkiego rodzaju ekwipunek, a szczytem wszystkiego trzy przepyszne pociągi pancerne (na torach poza Korosteniem: „Groza”, „Komunar” i „Centobron”), których nie mogliśmy zabrać ze sobą [...] kilka naszych dział łupało w nie, ich własną amunicją, przez parę godzin kartaczami.

Według płk. Rómmla podczas walk o Korosteń poległo czterech oficerów i 66 szeregowców, rany odniosło dwóch oficerów oraz 171 szeregowych. Po zniszczeniu urządzeń stacyjnych, wysadzeniu mostu kolejowego na Słuczy i podpaleniu magazynów pułki ruszyły z powrotem na zachód, w rejon Wyhów – Mohilno – Chołosno na południowy zachód od Korostenia. Wieczorem 11 października 115 pułk ułanów, będący w tylnej straży 2 Dywizji, odparł atak Baszkirskiej Brygady Kawalerii. Trzeciego dnia marszu nad kolumną pojawił się polski samolot. Według części relacji pilot zrzucił meldunek, według innych wylądował i przekazał ustnie wiadomość o rozejmie, który wchodzi w życie w południe 14 października oraz rozkaz przerwania walki.
Zagon na Korosteń był największym zagonem kawalerii XX wieku, który zakończył się powodzeniem. Doszczętnie rozbito 7 DS. i 17 BS, zniszczono w Korosteniu ważny dla Rosjan węzeł kolejowy. W ciągu pięciu dni kawaleria przebyła 250 km, walcząc z nieprzyjacielem. W wyniku manewru 12 Armia bolszewicka utraciła zdolność do prowadzenia działań bojowych. Wzięto do niewoli 4 tys. jeńców, zdobyto 14 dział, 60 ckm, zniszczono 3 pociągi pancerne, składy żywności, amunicji i sprzętu wojskowego.